# Sniježnica
Sniježnica är ett berg i Kroatien.   Det ligger i länet Dubrovnik-Neretvas län, i den sydöstra delen av landet, 400 km sydost om huvudstaden Zagreb. Toppen på Sniježnica är 1 234 meter över havet, eller 526 meter över den omgivande terrängen. Bredden vid basen är 7,4 km.
Terrängen runt Sniježnica är huvudsakligen kuperad, men åt sydost är den bergig. Runt Sniježnica är det ganska glesbefolkat, med 48 invånare per kvadratkilometer. Närmaste större samhälle är Cavtat, 11,0 km väster om Sniježnica. Omgivningarna runt Sniježnica är en mosaik av jordbruksmark och naturlig växtlighet.